# Coupe de l'UFOA 1984
Navigation
Édition précédente Édition suivante
La Coupe de l'UFOA 1984 voit le sacre du tenant du titre, New Nigeria Bank FC du Nigéria qui bat les Maliens du Stade malien en finale, lors de cette huitième édition de la Coupe de l'UFOA, qui est disputée par les meilleurs clubs d'Afrique de l'Ouest non qualifiés pour la Coupe des clubs champions africains ou la Coupe d'Afrique des vainqueurs de coupe. Toutes les rencontres sont disputées en matchs aller et retour.

## Premier tour
- Matchs disputés les 10 et 24 juin 1984.

| Équipe 1                       | Résultat      | Équipe 2                | Aller | Retour |
| ------------------------------ | ------------- | ----------------------- | ----- | ------ |
| Stade d'Abidjan                | 1 - 5         | New Nigeria Bank FC (T) | 0 - 0 | 1 - 5  |
| Casa Sports                    | 3 - 3 4-5 tab | Sekondi Hasaacas FC     | 2 - 1 | 1 - 2  |
| Jangorzo FC                    | 2 - 1         | Entente II Lomé         | 0 - 0 | 2 - 1  |
| ASRAN Ouagadougou              | 0 - 1         | Sierra Fisheries        | 0 - 0 | 0 - 1  |
| Buffles du Borgou FC           | 3 - 5         | Stade malien            | 3 - 2 | 0 - 3  |
| forfait Sport Bissau e Benfica | -             | Bendel Insurance        | -     | -      |
| Gangan Football Club           | 4 - 4 4-5 tab | Saint Joseph Warriors   | 3 - 1 | 1 - 3  |

## Quarts de finale
- Matchs disputés les 15 et 29 juillet 1984.

| Équipe 1                | Résultat      | Équipe 2         | Aller | Retour |
| ----------------------- | ------------- | ---------------- | ----- | ------ |
| Sekondi Hasaacas FC     | 1 - 1 2-4 tab | Sierra Fisheries | 1 - 0 | 0 - 1  |
| (T) New Nigeria Bank FC | 9 - 3         | Jangorzo FC      | 6 - 1 | 3 - 2  |
| Bendel Insurance        | 1 - 2         | Stade malien     | 1 - 1 | 0 - 1  |
| Saint Joseph Warriors   | -             | exempt           | -     | -      |

## Demi-finales
- Matchs disputés les 19 août et 2 septembre 1984.

| Équipe 1         | Résultat | Équipe 2                | Aller | Retour |
| ---------------- | -------- | ----------------------- | ----- | ------ |
| Sierra Fisheries | 0 - 3    | New Nigeria Bank FC (T) | 0 - 1 | 0 - 2  |
| Stade malien     | 4 - 2    | Saint Joseph Warriors   | 3 - 0 | 1 - 2  |

## Finale
- Matchs disputés les 7 octobre et 10 novembre 1984.

| Équipe 1     | Résultat | Équipe 2                | Aller | Retour |
| ------------ | -------- | ----------------------- | ----- | ------ |
| Stade malien | 2 - 4    | New Nigeria Bank FC (T) | 2 - 3 | 0 - 1  |